# Bunuri mobile din domeniul etnografie clasate în patrimoniul cultural național al României aflate în județul Timiș
Acestă listă conține bunurile mobile din domeniul etnografie clasate în Patrimoniul cultural național al României aflate la momentul clasării în județul Timiș.

## Fond
| Foto | Informații generale                   | Detalii tehnice | Descriere | Deținător                          | Legături |
| ---- | ------------------------------------- | --- | --- | ---------------------------------- | -------- |
|      | Scaun                                 | Descoperit: jud. Timiș, TIMIȘOARA Dimensiuni: H: 132 cm; Lspătar: 79 cm; Laspătar: 63 cm Material: lemn de cireș; fiert; sculptat; piele de vițel; ținte decorative metalice; aplicații sculptate | Jilț de lemn, tapițat cu piele de vițel cu ținte decorative; spătarul din două părți verticale legate prin trei bucăți, cea de sus mai mare, celelalte două mai mici dar identice, din lemn sculptat cu ornamente florale cu decor central; brațele sculptate cu motive stilizate, capetele cu motive spiralate. Șezutul arcuit se sprijină pe un arc în oglindă, care formează picioarele, legate lateral între ele. Pe arcul din față un decor cu motiv heraldic: față de bărbat cu mustață și coarne. Cele patru picioare se termină în labe stilizate cu motive în relief. Băițuit și lăcuit, culoare mahon. | Muzeul Satului Bănățean, Timișoara | Cimec    |
|      | Mașină de spălat cu acționare manuală | Datare: 2/2 sec. XIX Descoperit: jud. Timiș, TIMIȘOARA Dimensiuni: H: 86 cm; Hcilindru: 43 cm Material: lemn și rigle de brad prelucrat prin cioplire și dogărit și fier prelucrat prin turnare   | De formă cilindrică din doage de brad prinse cu trei platbande metalice circulare, la mijloc și extremități; lateral are două mânere metalice din bare de fier prinse în șuruburi de corpul cilindric, are trei picioare. Mecanismul de acționare manuală este fixat pe capacul de lemn prins într-o parte; format din mâner de fier (63 cm), cu capăt de lemn (13 cm), o roată dințată din fier (D: 9 cm) se îmbină cu o pătrime dintr-o roată dințată (r: 17 cm). În interior patru cilindri din lemn (L: 20 cm), fixați de un cadru în formă de cruce, acționat de mecanism. De culoarea lemnului patinat.    | Muzeul Satului Bănățean, Timișoara | Cimec    |
|      | Patefon                               | Datare: înc. sec. XX Descoperit: jud. Timiș, TIMIȘOARA Dimensiuni: H: 15 cm Material: inox; plastic; piele; catifea                                                                               | | Muzeul Satului Bănățean, Timișoara | Cimec    |
|      | Bufet                                 | Datare: înc. sec. XX Descoperit: jud. Timiș, TIMIȘOARA Dimensiuni: H: 166 cm Material: lemn de cire; cristal; alamă; cioplire                                                                     | Bufet din lemn de cireș, pentru păstrarea veselei, alcătuit din două module, modulul superior conține trei dulăpioare cu uși din cristal cu incizii florale, fixate în ramă. Modulul inferior alcătuit dintr-un dulap compus din două rafturi mari și două sertare. Feroneria din alamă cu ornamente florale în relief (executate prin turnare), prevăzută cu mânere și încuietori pe toate elementele componente ale bufetului. | Muzeul Satului Bănățean, Timișoara | Cimec    |
|      | Mașină de cusut                       | Datare: înc. sec. XX Descoperit: jud. Timiș, TIMIȘOARA Dimensiuni: Hpicior: 62 cm; Lapicior: 41 cm Material: lemn; fier; aplicație metalică; confecționare industrială                            | Mașină de cusut cu cadrul metalic mobil, cu roată, de culoare neagră cu decor din motive florale aurii pe lungimea lui și inscripții aurii, pictate; partea din față cu decor aplicat din metal argintiu cu motive florale; așezat pe o masă din lemn cu două cutii din lemn de accesorii dedesubt, de o parte și de alta. Pedală cu picior sub formă de grătar; picioare laterale din fier. Masa din lemn patinată, în partea stângă o porțiune mobilă. | Muzeul Satului Bănățean, Timișoara | Cimec    |
|      | Ceas                                  | Datare: înc. sec. XX Descoperit: jud. Caraș-Severin, com. CARAȘOVA, CARAȘOVA Dimensiuni: H: 93 cm Material: lemn de cire; cioplire mecanică; sculptare                                            | Ceas de perete din lemn de cireș cu pendul mobil și ușă din sticlă transparentă; laterale din sticlă înglobate în rame sculptate sub formă de coloane; mecanismul ceasului din alamă; carcasa din lemn este decorată cu motive fitomorfe și geometrice. | Muzeul Satului Bănățean, Timișoara | Cimec    |